# Свирица (река)
Свирица — река в России, протекает в Торопецком районеТверской области. Устье реки находится в 109 км по правому берегу реки Кунья. Длина реки составляет 16 км. 
У Свирицы есть 2 левых притока: Каменистика и Чистица.
Река протекает по территории Кудрявцевского сельского поселения. По берегам реки стоят деревни Метлино и Юханово.

## Данные водного реестра
По данным государственного водного реестра России относится к Балтийскому бассейновому округу, водохозяйственный участок реки — Ловать и Пола, речной подбассейн реки — Волхов. Относится к речному бассейну реки Нева (включая бассейны рек Онежского и Ладожского озера).
По данным геоинформационной системы водохозяйственного районирования территории РФ, подготовленной Федеральным агентством водных ресурсов:
- Код водного объекта в государственном водном реестре — 01040200312102000023322
- Код по гидрологической изученности (ГИ) — 102002332
- Код бассейна — 01.04.02.003
- Номер тома по ГИ — 2
- Выпуск по ГИ — 0